# Grzybówka bladoszara
Grzybówka bladoszara (Mycena smithiana Kühner) – gatunek grzybów z rodziny grzybówkowatych (Mycenaceae).

## Systematyka i nazewnictwo
Pozycja w klasyfikacji według Index Fungorum: Mycena, Mycenaceae, Agaricales, Agaricomycetidae, Agaricomycetes, Agaricomycotina, Basidiomycota, Fungi.
Takson ten opisał w 1938 r. Robert Kühner na liściach dębu we Francji.
Polską nazwę nadała Maria Lisiewska w 1987 r.

## Morfologia
Kapelusz
Średnica 1–5 mm, początkowo półkulisty lub paraboliczny, stożkowaty, potem płasko wypukły, często z nieco spłaszczonym środkiem lub małym garbkiem, półprzeźroczyście prążkowany. Powierzchnia oprószona, błyszcząca, jasnoróżowa lub różowawo-morelowa do brązowawo-różowej, często ciemniejsza w środku, z wiekiem często blednąca do białawo różowej.
Blaszki
W liczbie 5–15 dochodzących do trzonu, wypukłe lub prawie równe, dość szerokie, wąsko lub szeroko przyrośnięte, czasem zbiegające krótkim ząbkiem, różowe do różowobiałych. Ostrza białe.
Trzon
Wysokość 5–15 (–40), grubość 0,1–0,4 mm, prosty lub zagięty, walcowaty i na całej długości równy. Powierzchnia oprószona, jedwabista z wyjątkiem nieco bulwiastej podstawy, na wierzchołku wu młodych owocników ciemnoszara, niżej szara i przechodząca w kolor wodnisto szary do wodnisto białego, czasem z okółkiem bardzo cienkich, promienistych włókienek.
Miąższ
Bez zapachu.
Cechy mikroskopowe
Podstawki 19–25 × 6–9 µm, wąsko maczugowate, 2-zarodnikowe ze sterygmami o długości do 8 µm. Zarodniki 10–12,5 × 3,8–5 μm, Q = 1,9–2,5, Qav = 2,1, wydłużone, prawie cylindryczne, amyloidalne. Cheilocystydy 14–29 × 6–16 µm, tworzące sterylne pasmo, maczugowate lub nieco gruszkowate, pokryte dość licznymi, równomiernie rozmieszczonymi cylindrycznymi naroślami o długości 1–5 μm. Pleurocystyd brak. Trama blaszek dekstrynoidalna, w odczynniku Melzera winna. Strzępki włosków kapelusza o szerokości 3,5–12 µm, gęsto pokryte brodawkami, komórki końcowe o wymiarach do 52 × 14 μm, rozdęte. Kaulocystydy o kształcie od maczugowatego do prawie kulistego. W strzępkach brak sprzążek.

## Występowanie i siedlisko
Władysław Wojewoda w zestawieniu grzybów wielkoowocnikowych Polski w 2003 r. przytacza 8 stanowisk z uwagą, że rozprzestrzenienie i zagrożenie tego gatunku w Polsce nie są znane. Nowsze stanowiska podaje internetowy atlas grzybów. Zaliczony w nim jest do gatunków rzadkich, wartych objęcia ochroną.
Grzyb saprotroficzny. Występuje na pastwiskach, w wiklinowych zaroślach oraz w lasach liściastych i mieszanych. Rozwija się na opadłych gałązkach drzew i innych organicznych resztkach roślinnych, Owocniki zwykle od sierpnia do listopada. Często rozwijają się na opadłych liściach dębu.

## Gatunki podobne
Według R.A. Maasa Geesteranusa Mycena smithiana ma 2-zarodnikowe podstawki bez sprzążek. Podobnie wyglądające okazy grzybówki znaleziono na opadłych liściach brzozy w brzozowym lesie górskim i na opadłych liściach wierzby na obszarach alpejskich. Różnią się posiadaniem 4-zarodnikowych podstawek i innymi cechami: mają przeważnie brązowy kapelusz, tylko sporadycznie z słabym różowym odcieniem, oraz mniejsze, ale nieco szersze zarodniki. W 2007 r. Aronsen i Gulden opisali je jako nowy gatunek Mycena  exilis.
Grzybówkę bladoszarą M. smithiana można zidentyfikować na podstawie zawsze występującego różowego koloru, dość szerokich blaszek, wąskich zarodników i występowania na opadłych, rozkładających się liściach dębu. Może występować razem z grzybówką pofałdowaną (Mycena mucor), ale odróżnia się ona tarczowatym dyskiem u podstawy trzonu. Występująca również na liściach dębu grzybówka dębowa (Mycena polyadelpha) jest prawie całkowicie biała. Grzybówka nadwodna (Mycena tubarioides) i Mycena riparia mają różowy kapelusz, ale rosną na trawiastych obszarach podmokłych. Występująca we Włoszech Mycena catalaunica ma zarodniki o kształcie od szeroko pipetowatego do kulistego.